# Atyria semidivisa
Atyria semidivisa är en fjärilsart som beskrevs av W. Warren 1897. Atyria semidivisa ingår i släktet Atyria och familjen mätare. Inga underarter finns listade i Catalogue of Life.